# Dinaromys
A Dinaromys az emlősök (Mammalia) osztályának rágcsálók (Rodentia) rendjébe, ezen belül a hörcsögfélék (Cricetidae) családjába tartozó nem.

## Rendszerezés
A nembe az alábbi 1 élő faj és 3 fosszilis faj tartozik:
- †Dinaromys allegranzii (Sala, 1996) - Északkelet-Olaszország; késő pliocén
- őspocok (Dinaromys bogdanovi) Martino, 1922 - típusfaj;
- †Dinaromys dalmatinus (Petrov & Todorovic, 1982) - Észak-Olaszország, Szerbia, Montenegró, Dél-Görögország; pleisztocén
- †Dinaromys topachevskii (Nesin & Skorik, 1989) - Üzbegisztán; pleisztocén